# Casaforte di Rhins
La casaforte di Rhins (pron. fr. AFI: [ʁɛ̃]), talvolta chiamata anche castello di Rhins, è una casaforte medievale che si trova nella località omonima, nel comune di Roisan, in Valle d'Aosta.

## Storia
Nata nel medioevo, la piccola signoria di Rhins era stretta tra la baronia di Gignod e quella di Quart: territorialmente era sbilanciata verso la baronia di Gignod, mentre dal punto di vista religioso faceva parte della parrocchia di Roisan, afferente alla baronia di Quart. Secondo la tradizione, furono i primi signori, i Rhins, a dare il proprio nome alla signoria, ma non si hanno notizie certe; lo storico de Tillier ipotizza che questi signori fossero presenti già prima dell'arrivo in Valle d'Aosta dei Conti di Savoia, avvenuto nel 1032.
Per Giuseppe Giacosa il castello di Rhins sarebbe del X secolo; altre fonti concorda sul fatto che venne costruito intorno al 1100: faceva parte del feudo di Rhins, del Vescovo di Aosta, e ne costituiva il centro giurisdizionale.
A lungo sotto il dominio dei signori di Quart, infeudati dal vescovo e suoi vassalli, nel 1406 la casaforte passò a Pantasilea di Saluzzo, vedova di Enrico di Quart, che non aveva avuto figli maschi. Pochi anni dopo, alla morte di lei nel 1414, Il Conte di Savoia entrò in possesso dei beni dei signori di Quart e si impadronì del feudo divenendone egli stesso signore.
Nel 1799 rientrò sotto la diretta dipendenza della mensa vescovile, ossia nelle disponibilità del vescovo di Aosta.
Rimaneggiata in epoche successive, anche negli ultimi decenni, la casaforte è stata oggetto di alcuni interventi di restauro.
Trasformata in abitazione rurale da molto tempo, è di proprietà privata e non visitabile.

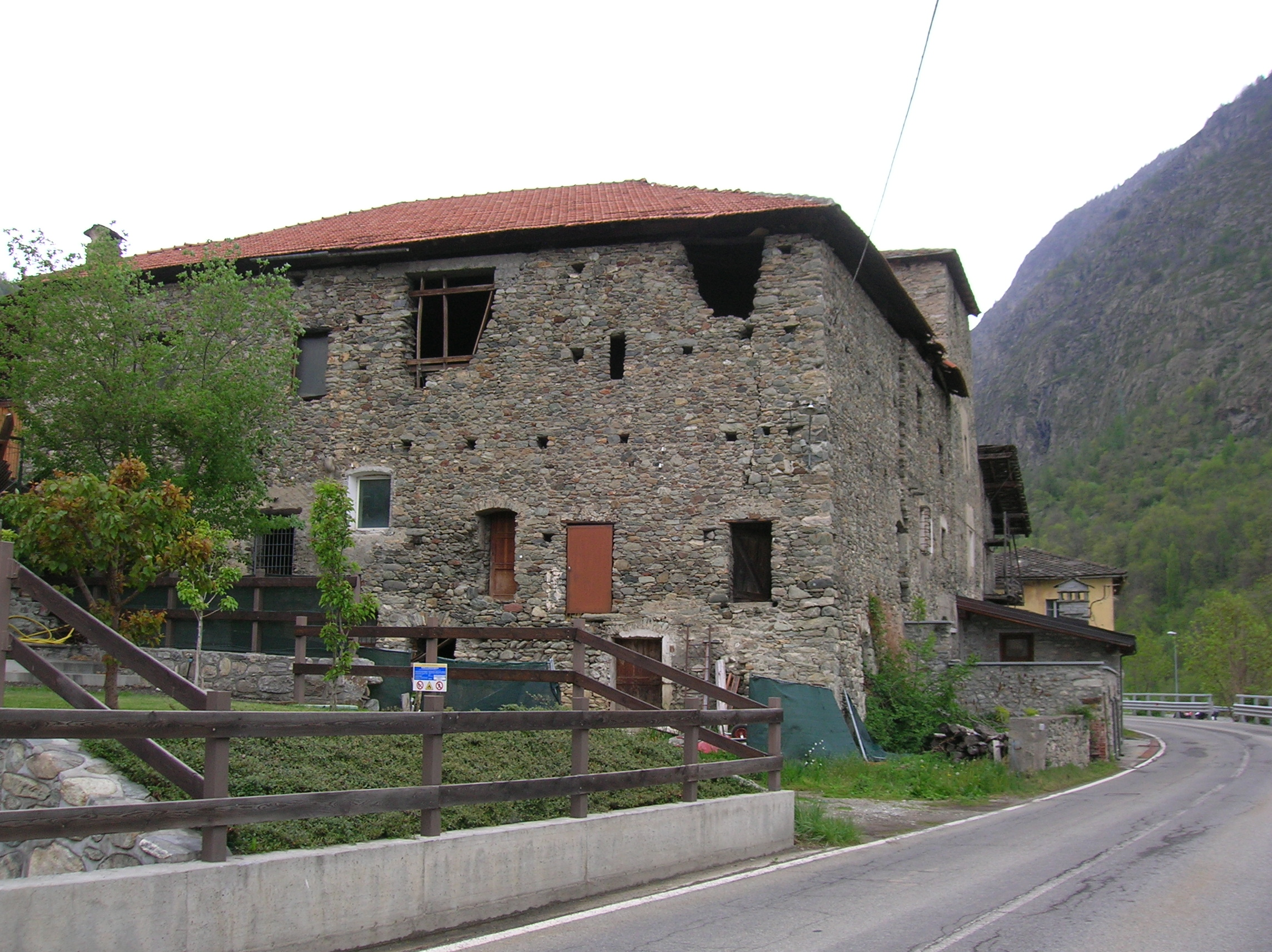
La facciata laterale.
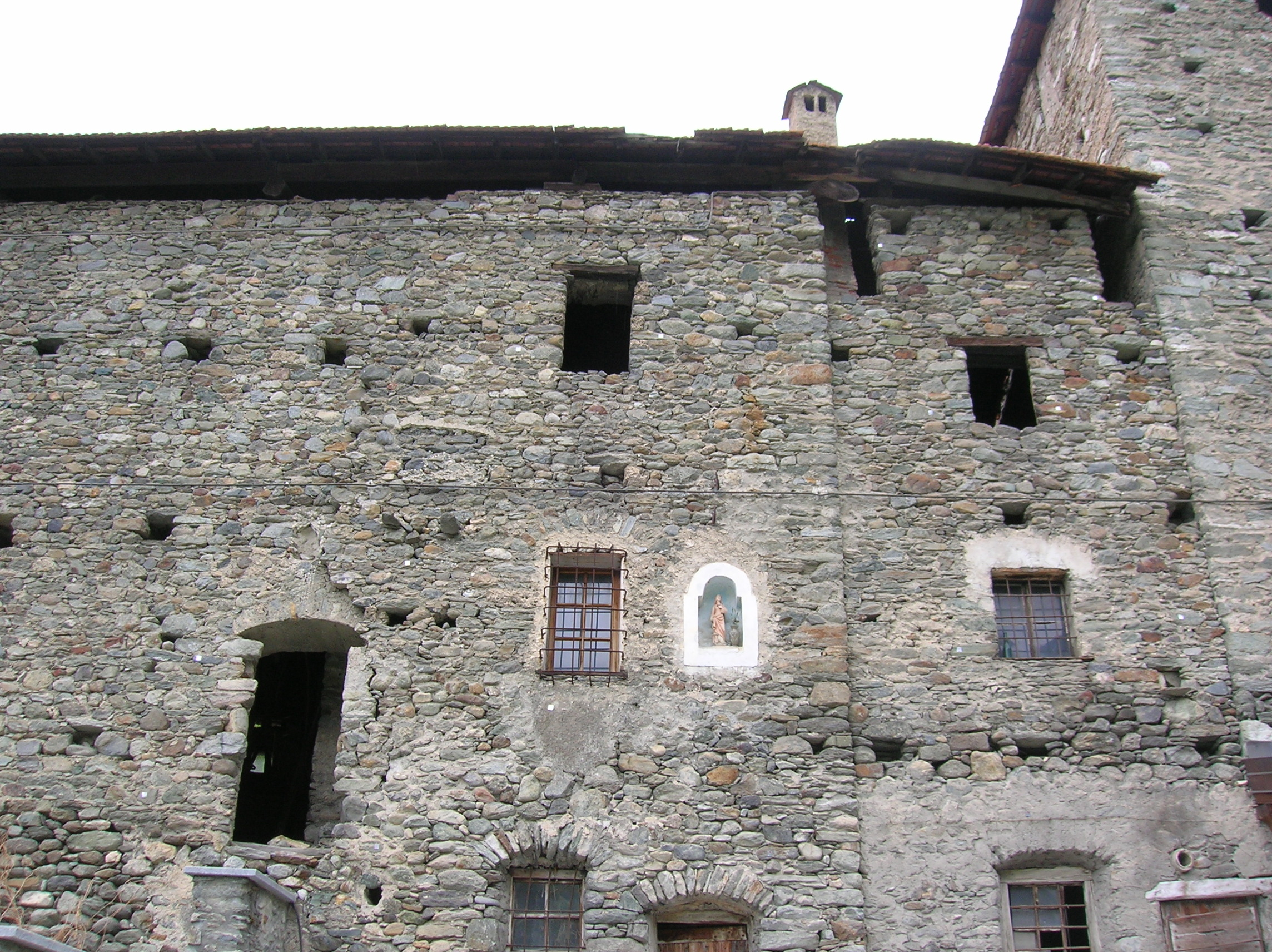
La facciata principale.
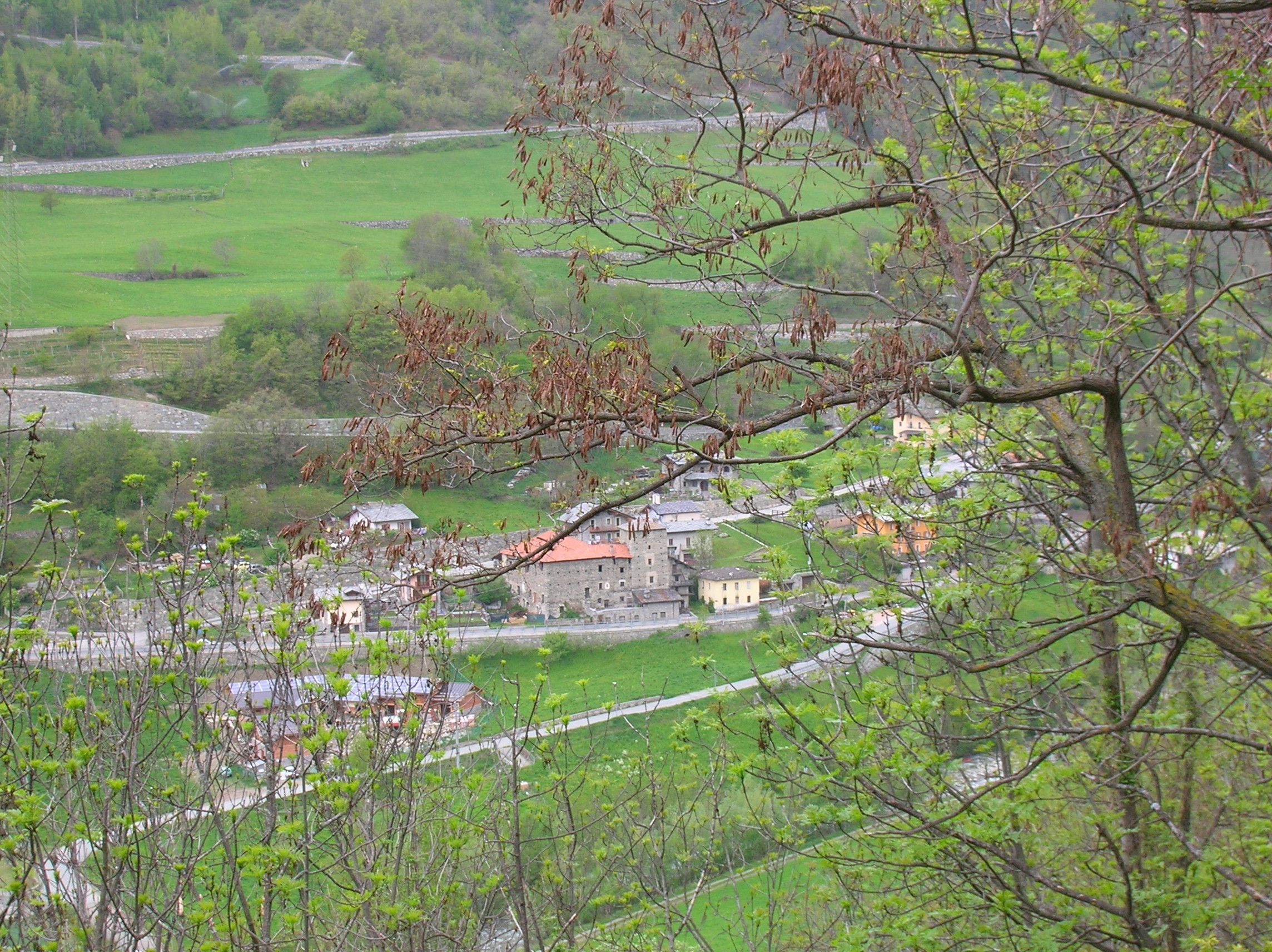
La frazione di Rhins, raggruppata intorno alla casaforte.
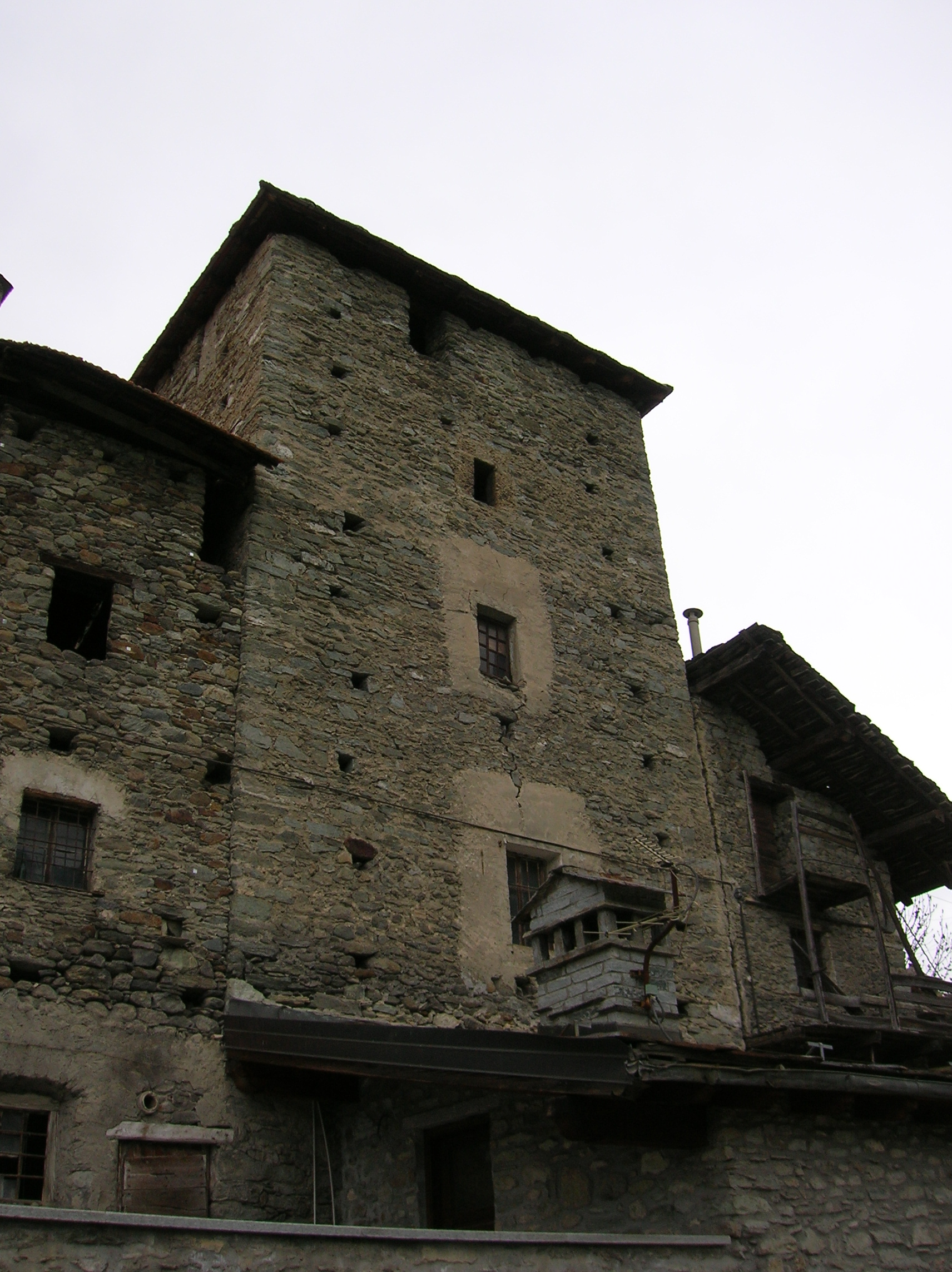
La torre.